# Vorticiteit
In de vloeistofdynamica is de vorticiteit een pseudovectorveld dat de lokale rotatiebeweging uitdrukt van een vloeistofelementje, zoals gezien zou worden door een waarnemer die met de stroom mee beweegt vlak bij dit vloeistofelementje. 
Conceptueel kan de vorticiteit bepaald worden door de elementjes van een vloeistof in de buurt van de waarnemer te markeren en de relatieve beweging van de vloeistofelementjes waar te nemen. De vorticiteitsvector is tweemaal de hoeksnelheidvector van deze elementjes relatief aan het punt van de waarnemer. In tegenstelling tot de hoeksnelheidsvector is de vorticiteit slechts gedefinieerd ten opzichte van een punt, namelijk dat punt dat met de stroom mee beweegt en zeer in de buurt is van het te meten vloeistofelement.
Wiskundig wordt de vorticiteit uitgedrukt als een pseudovectorveld {\displaystyle {\vec {\omega }}}, gelijk aan de rotatie van het snelheidsveld {\displaystyle {\vec {v}}}. In formulevorm wordt dit dan: 
{\displaystyle {\vec {\omega }}={\vec {\nabla }}\times {\vec {v}}},
waarin {\displaystyle {\vec {\nabla }}} de deloperator is. In een tweedimensionale stroom is de vorticiteit altijd loodrecht op het vlak van de stroom en kan de vorticiteit ook beschouwd worden als een scalair veld. 
De vorticiteit is gerelateerd aan de circulatie, de lijnintegraal van de snelheid, van de stroom door middels van de stelling van Stokes. Voor elk infinitesimaal-klein oppervlakte-element {\displaystyle C} met een normaalvector {\displaystyle {\vec {n}}} en oppervlakte {\displaystyle \mathrm {d} A}, kan de circulatie {\displaystyle \mathrm {d} \Gamma } over de rand van {\displaystyle C} uitgerekend worden als:
{\displaystyle \mathrm {d} \Gamma ={\vec {\omega }}\cdot (\mathrm {d} A\,{\vec {n}})=({\vec {\omega }}\cdot {\vec {n}})\,\mathrm {d} A},
waarin {\displaystyle {\vec {\omega }}} de vorticiteit is in het centrum van {\displaystyle C}. 